# Колл, Брэндон
Брэндон Спенсер Ли Колл (англ. Brandon Spencer Lee Call; род. 17 ноября 1976, Торранс, Калифорния) — американский актёр кино и телевидения.

## Биография
Родился в городе Торранс, Калифорния. Начал актёрскую карьеру ещё ребёнком в 1984 году, появившись в гостевых ролях в сериалах «Саймон и Саймон» и «Отель». В 1985 году получил роль в мыльной опере «Санта-Барбара», за которую дважды получил награду «Young Artist Awards». После этой роли в 1987 году снялся в двух эпизодах сериала «Сент-Элсвер», а с 1989 по 1990 год был задействован в роли Хоби Бьюкенона  в сериале «Спасатели Малибу». С 1991 года снимался в ситкоме «Шаг за шагом» в роли Джона Томаса «Джей Ти» Ламберта. Сериал состоял из семи сезонов и закончился в 1998 году, с тех пор Колл больше не снимался.
Брэндон в настоящее время разведён, у него есть дочь, которая родилась в 1998 году.

## Фильмография
| Год       |    | Русское название                 | Оригинальное название                   | Роль                         |
| --------- | -- | -------------------------------- | --------------------------------------- | ---------------------------- |
| 1984      | с  | Саймон и Саймон                  | Simon & Simon                           | сын Эдди Беккера             |
| 1984      | с  | Отель                            | Hotel                                   | Тимми                        |
| 1985      | ф  | Зазубренное лезвие               | Jagged Edge                             | Дэвид Барнс                  |
| 1985      | тф | Я мечтаю о Джинни: 15 лет спустя | I Dream of Jeannie… Fifteen Years Later | Тони-младший                 |
| 1985—1987 | с  | Санта-Барбара                    | Santa Barbara                           | Брэндон Кэпвелл              |
| 1985—1988 | с  | Частный детектив Магнум          | Magnum, P.I.                            | Билли, сын Карен             |
| 1986      | тф | Самая богатая в мире кошка       | The Richest Cat in the World            | Барт                         |
| 1986      | с  | Жизнь с Люси                     | Life with Lucy                          | Макс                         |
| 1987—1989 | с  | Сент-Элсвер                      | St. Elsewhere                           | Кристофер Макфадден          |
| 1987      | с  | Вебстер                          | Webster                                 | Рикки Джонсон                |
| 1987—1988 | с  | Чарминги                         | The Charmings                           | Томас Чарминг                |
| 1988      | с  | Что-то не отсюда                 | Something Is Out There                  | Джоуи                        |
| 1989      | ф  | Слепая ярость                    | Blind Fury                              | Билли Дэверо                 |
| 1989      | ф  | Чернокнижник                     | Warlock                                 | мальчик                      |
| 1989      | тф | Одарённый                        | The Gifted One                          | Майкл в 10 лет               |
| 1989—1990 | с  | Спасатели Малибу                 | Baywatch                                | Хоби Бьюкеннон               |
| 1990      | ф  | Приключения Форда Фэрлейна       | The Adventures of Ford Fairlane         | Кид                          |
| 1991      | ф  | Для наших ребят                  | For the Boys                            | Дэнни Леонард в 12 лет       |
| 1991—1998 | с  | Шаг за шагом                     | Step by Step                            | Джон Томас «Джей Ти» Ламберт |
| 1994      | с  | Гром в раю                       | Thunder in Paradise                     | Зак                          |